# Grand Prix de Bratislava
Le Grand Prix de Bratislava (ou Grand Prix BIB) est un prix décerné à des illustrateurs lors de la Biennale d'illustration de Bratislava (BIB), biennale internationale se déroulant les années impaires à Bratislava en Slovaquie.
Durant la BIB, et depuis sa création en 1967, un jury international décerne trois prix aux meilleurs illustrateurs, pour leurs ouvrages jeunesse : Grand Prix BIB, Golden Apple BIB (Pomme d'Or de Bratislava) et Plaque BIB (Plaque d'Or de Bratislava ou Plaquette d'Or, selon les traductions françaises).
Lors de chaque BIB, un seul Grand Prix est décerné, contrairement aux deux autres prix, qui récompensent plusieurs lauréats.

## Historique
Depuis 1967, après 56 années et 28 éditions jusqu'en 2023, trois illustrateurs français ont reçu le Grand Prix BIB : Frédéric Clément en 1985, Martin Jarrie en 1997, et Éric Battut en 2001.
Trois lauréats du Grand Prix est le plus haut palmarès d'un pays, à ce jour. Trois autres pays ont reçu trois Grands Prix : l'Allemagne, le Japon et la Pologne.
L'Italien Lorenzo Mattotti l'a reçu en 1993.
Le pays organisateur, la Slovaquie, a récompensé un lauréat de sa nationalité en 1983, Dušan Kállay ; également lauréat d'un autre prestigieux prix international, le Prix Hans Christian Andersen Illustration en 1988.

## Lauréats

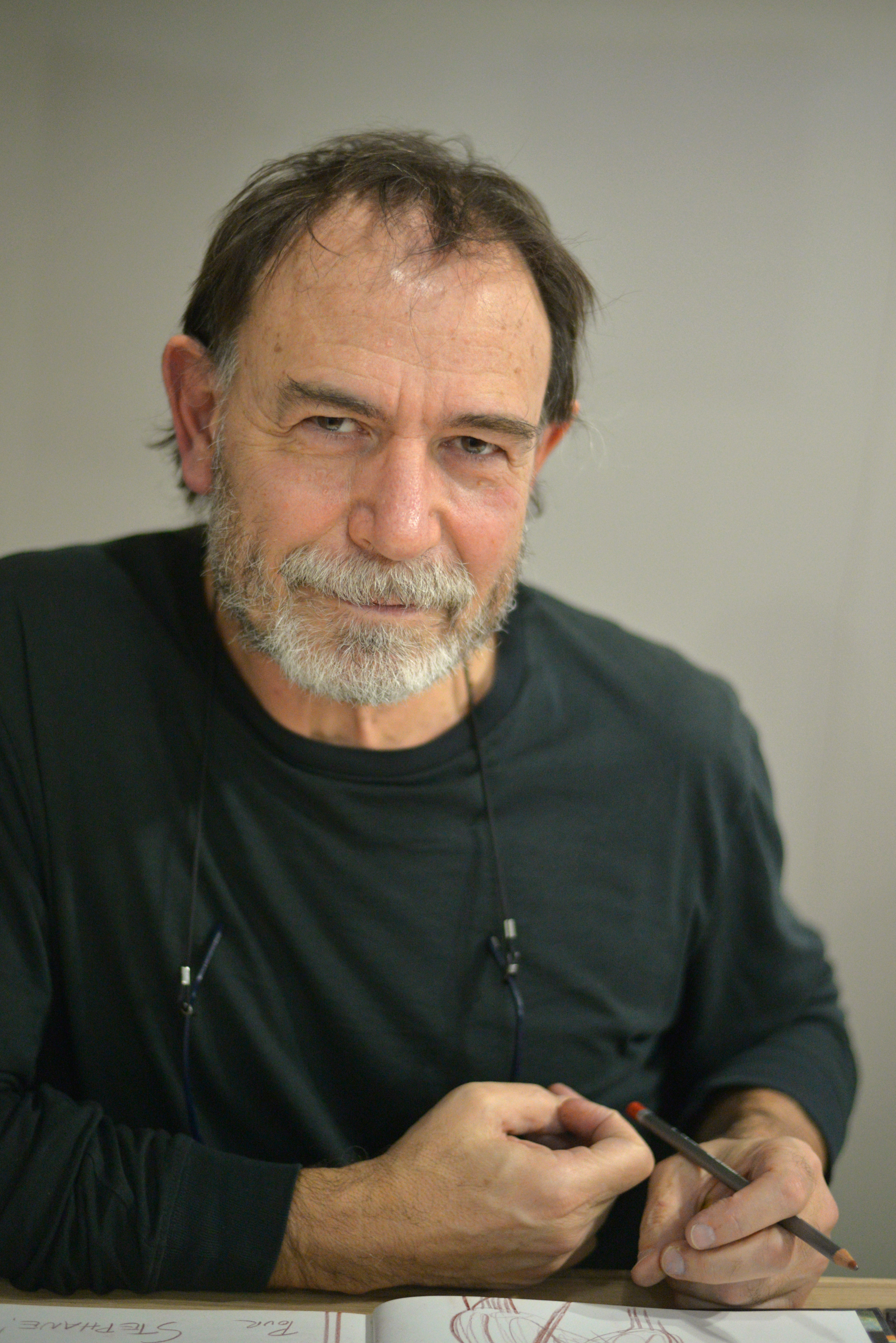
L'Italien Lorenzo Mattotti, lauréat du Grand Prix 1993.

- 1967 :  Yasuo Segawa pour Taro and a bamboo shoot (texte de Masako Matsuno)
- 1969 :  Eva Bednářová pour ses illustrations de Contes chinois
- 1971 :  Andrzej Strumiłło pour Narzeczony z morza: baśnie skandynawskie (texte Robert Stiller)
- 1973 :  Lieselotte Schwarz pour Der Traummacher
- 1975 : URSS () Nikolaj Popov pour Robinzon Kruzo: istorija polkovnika Džeka (texte Daniel Defoe)
- 1977 :  Ulf Löfgren pour Harlekin
- 1979 :  Klaus Ensikat pour Der kleine Däumling und andere Märchen (texte de Charles Perrault)
- 1981 :  Roald Als pour Kristoffers rejse (texte Hanne Børner)
- 1983 :  Dušan Kállay pour Alica v krajine zázrakov (texte Lewis Carroll)
- 1985 :  Frédéric Clément pour Bestiaire fabuleux (texte de Claire Méral et de Pierre Ferran) (Magnard)
- 1987 :  Hannu Taina pour Herra Kuningas (texte Raija Siekkinen)
- 1989 :  Marian Murawski pour Ksiega bajek polskich, tome 1 et tome 2 (texte Helena Kapełuś)
- 1991 :  Stasys Eidrigevičius pour Der gestiefelte Kater (Le Chat botté) (texte Charles Perrault)
- 1993 :  Lorenzo Mattotti pour Eugenio (texte de Marianne Cockenpot) (Seuil Jeunesse)
- 1995 :  John A. Rowe pour Bébé corbeau et pour L'origine des tatous (texte de Rudyard Kipling)
- 1997 :  Martin Jarrie[2] pour Toc, Toc ! Monsieur Cric-Crac ! (texte de Alain Serres) (Nathan) et pour Le Colosse machinal (texte de Michel Chaillou) (Nathan)
- 1999 :  Etsuko Nakatsuji pour In the night kindergarten (texte Shuntaro Tanikawa)
- 2001 :  Éric Battut pour Au fil des mois (Didier Jeunesse) et pour La Barbe bleue (texte de Charles Perrault) (Bilboquet)
- 2003 :  Iku Dekune pour Amefurashi (texte des frères Grimm)
- 2005 :  Ali Reza Goldouzian[3] pour Jourabe sourakh (texte Sosan Taghdis)
- 2007 :  Einar Turkowski pour Es war finster und merkwürdig still: eine Küstengeschichte
- 2009 :  José Antonio Tàssies Penella, pseudonyme Tàssies, pour El nen perdut
- 2011 :  Eun-Young Cho pour Run run Toto! (traduction française La course[4], éditions MeMo)
- 2013 :  Evelyne Laube et Nina Wehrle, co-auteures de Die Grosse Flut[5]
- 2015 :  Laura Carlin pour  A world of your own et pour The iron man (texte de Ted Hughes)
- 2017 :  Ludwig Volbeda pour  De vogels (texte de Ted van Lieshout)
- 2019 :  Hassan Moosavi pour Boxer[6]
- 2021 :  Elena Odriozola[7] pour Mixed Feelings
- 2023 :  Paloma Valdivia pour Book of Questions (Le livre des questions (texte Pablo Neruda)